# Лещиново (Пензенская область)
Лещиново — село в Нижнеломовском районе Пензенской области. Входит в Атмисский сельсовет.

## География
Село находится в 23 км к юго-востоку от районного центра — Нижний Ломов, на границе с Каменским районом. К востоку от села протекает река Мокша (бассейн реки Волги). Улицы села Лещиново: Городок, Село, Криуша, Поповка, Школьная, Балка Паньков овраг.

## История
Село Лещиново основано после 1678 года солдатами Московского выборного полка, выселившиеся из крепости Нижний Ломов, служившей защитой от набегов кочевников из Дикого поля. «… 40 солдат во главе с Осипом Серебряковым выселились из Куваки (теперь Кувак-Никольск) и отправились на восток, где поставили на реке Атмис рядом с Большим Мичкасом село Лещиное (теперь Лещиново)». Название села происходит от обилия зарослей лещины (орешника) в окрестностях села..
Первая деревянная Рождественская церковь в Лещиново была построена ранее 1710 г. 
Hа протяжении 100 лет, священниками церкви служили представители рода Разумовых-Каурцевых:
- С 1831 по 1867 гг - Василий Сергеевич Разумов.
- С 1862 по 1908 гг - Николай Иванович Каурцев, зять священника Разумова В.С., женатый на его младшей дочери Пелагее Васильевне. Николай Иванович являлся основателем и первым священником каменного храма Рождества Христова, с приделами во имя Троицы Живоначальной (справа) и Покрова Пресвятой Богородицы (слева) освященного в 1876 г.
- С 1908 по 1931 гг - Святослав Николаевич Каурцев по собственной просьбе был переведён в Лещиново по случаю смерти его отца, был репрессирован в 1931 году за проведение религиозных обрядов.

Церковь перестала действовать между 1930 и 1932 гг..
В 1991 году в селе был зарегистрирован приход. В здании церковноприходской школы открыли временный молитвенный дом, а вскоре был восстановлен и сам храм (освящён в апреле 2010 г.).

## Население
| 1710  | 1795  | 1864  | 1877  | 1911  | 1926  |
| ----- | ----- | ----- | ----- | ----- | ----- |
| 252   | ↗1266 | ↗1689 | ↗2042 | ↗2766 | ↗2855 |
| 1930  | 1939  | 1959  | 1979  | 1989  | 2002  |
| ↗3006 | ↘2015 | ↘1245 | ↘727  | ↘417  | ↘394  |
| 2010  |       |       |       |       |       |
| ↘297  |       |       |       |       |       |

## Известные уроженцы, жители
- Михаил Савельевич Машинцев (1909—1973) — советский офицер-пехотинец в Великой Отечественной войне, Герой Советского Союза (6.04.1945).
- Василий Сергеевич Разумов (1798—?) — священник церкви Рождества Христова (1831—1867). [7].
- Николай Иванович Каурцев (1838—1908) — священник церкви Рождества Христова (1862—1908), основатель каменного храма Рождества Христова (1876). [8].
- Святослав Николаевич Каурцев (1867-?) — уроженец села с. Лещиново, Нижнеломовского уезда, священник храма Рождества Христова (1908—1931). 12 мая 1931 года за совершение религиозных обрядов, расцененных как проведение антисоветской агитации, был приговорён к трём годам заключения[9].